# أبرشية آسيا
أبرشية آسيا (باللاتينية: Dioecesis Asiana ؛ باليونانية: Διοίκησις Ασίας/Ασιανής) هي إحدى أبرشيات الإمبراطورية البيزنطية وجزء من ولاية الشرق الإمبراطورية، حيث كانت تقع جنوب غرب هضبة الأناضول، على شاطئ البحر المتوسط وبحر إيجة، وكانت عاصمتها إفسس.
تم تأسيس الأبرشية في القرن الرابع بعد إصلاحات ديوكلتيانوس (284–305)، وكان الإمبراطور جستينيان الأول (527–565) آخر من استعمل هذا التقسيم الإداري، إذ أمر بإلغاءه عام 535م.
تجدر الإشارة إلى أن هذه الأبرشية كانت إحدى أغنى أبرشيات الإمبراطورية، وأكثرها سكانًا. وقد تضمنت 11 مقاطعة.